# La Chapelle-Bertin
La Chapelle-Bertin là một xã thuộc tỉnh Haute-Loire nam trung bộ nước Pháp. Xã La Chapelle-Bertin nằm ở khu vực có độ cao trung bình 1100 mét trên mực nước biển.
Sông Senouire tạo phần lớn ranh giới tây bắc.